# Focke-Wulf Fw 159
«Фокке-Вульф» Fw 159 (нім. Focke-Wulf Fw 159) — німецький одномоторний експериментальний винищувач 1930-х років, розроблений Куртом Танком на основі Fw 56. У виробництво не був запущений, оскільки поступався за характеристиками He 112 і Bf 109.

## Історія
У 1934 році Рейхсміністерство авіації Німеччини (RLM) випустило технічне завдання на одномісний винищувач-моноплан з двигуном Junkers Jumo 210. «Focke-Wulf» запропонувала проект Fw 159, збільшений варіант літака Fw 56 Stosser з шасі, що забирається, модифікованим хвостовим оперенням та закритою кабіною.
Фюзеляж — монокок і крило були повністю виконані з дюралюмінію. Найбільш незвичайною рисою літака була конструкція шасі, що забирається, основні стійки якого спочатку стискалися, а потім вертикально піднімалися у фюзеляж, що спричиняло маси проблем під час випробувань.
Коли літом 1935 року Вольфганг Штайн вперше підняв прототип у повітря, стійки забралися нормально, але після 30-хвилинного польоту не вийшли повністю. Літак зазнав аварії, але пілот не постраждав. Другий прототип, оснащений двигуном Jumo 210A, отримав посилене шасі. На третьому прототипі встановили двигун Jumo 210B 640 к. с. (477 кВт) та два 7,92-мм кулемети MG 17. Була передбачена можливість встановлення 20-мм гармати MG FF, що стріляла через порожній вал гвинта. Навесні 1936 року чотири конкуруючі компанії представили на випробування в Травемюнде свої зразки. Fw 159 і Ar 80 вибули з боротьби, а Messerschmitt Bf 109 і Heinkel He 112 продовжили змагання.
Хоча Fw.159 вже не брав участь у конкурсі, два уцілілі екземпляри Fw 159 використовувалися для випробувань до 1938 року, причому влітку 1937 другий прототип був оснащений двигуном Jumo 210G потужністю 730 к. с. (544 кВт). Прототип зміг досягти швидкості 403 км/год на висоті 4500 м. Роботу механізму збирання шасі так і не вдалося налагодити і програма випробувань переривалася постійними аварійними посадками.

## Літаки порівнянної ролі, конфігурації та епохи
| - CAC Boomerang - Renard R.36 - Hawker Hurricane - Breda Ba.27 - Fiat G.50 Freccia - ANBO VIII | - Koolhoven F.K.58 - Focke-Wulf Fw 190 - Fokker D.VIII - IAR 80 - МіГ-1 - ІП-1 | - Seversky P-35 - Curtiss P-40 Warhawk - Weiss Manfréd WM-23 Ezüst Nyíl - Bloch MB.150 - Dewoitine D.520 - Morane-Saulnier MS.406 | - Avia B-135 - FFVS J 22 - Rogožarski IK-3 - Nakajima Ki-12 - Kawasaki Ki-28 |